# 12529 Reighard
12529 Reighard è un asteroide della fascia principale. Scoperto nel 1998, presenta un'orbita caratterizzata da un semiasse maggiore pari a 2,2533336 UA e da un'eccentricità di 0,0289187, inclinata di 2,20943° rispetto all'eclittica.